# Tradição cristã
Tradição cristã é uma coleção de crenças ou práticas tradicionais associadas ao Cristianismo ou grupos dentro dele. A autoridade destas crenças depende justamente dos grupos aos quais está associada.
Muitas igrejas tem práticas tradicionais, como formas particulares de culto ou ritos diferenciados, que se desenvolveram ao longo do tempo. Desvios destes padrões já foram considerados inaceitáveis ou até mesmo heréticos. De modo similar, tradições podem ser histórias que são amplamente aceitas sem nunca terem sido parte da doutrina cristã. Um dos exemplos mais marcantes é a crucificação de São Pedro (de ponta-cabeça), que é amplamente aceita, mas não está relatada nas Escrituras. Outra tradição similar é a que atribuiu os nomes de Baltazar, Belchior e Gaspar aos Três Reis Magos, inventados muitos anos após o nascimento de Jesus.
A tradição cristão também inclui ensinamentos históricos de autoridades reconhecidas, como os concílios ou de oficiais eclesiásticos (como o Papa, o Patriarca de Constantinopla ou o Arcebispo de Canterbury), além dos ensinamentos de indivíduos como os Padres da Igreja, os Reformadores Protestantes e os fundadores de movimentos como John Wesley. Muitas crenças, confissões de fé e catecismos gerados por estes grupos ou indivíduos fazem parte hoje de suas respectivas tradições.

## Ramificações
Entre os principais grupos do Cristianismo atual estão os Católicos, os Ortodoxos e os Protestantes. Na Igreja Católica e nas Ortodoxia, a "Tradição Sagrada"[nota a] é considerada doutrina oficial e com autoridade similar à da Bíblia. Entre os Protestantes, mais conservadores, apenas a Bíblia tem autoridade final (veja sola scriptura e prima scriptura), ainda que a tradição tenha um importante papel de apoio. Os três grupos geralmente aceitam os desenvolvimentos tradicionais da doutrina da Trindade, por exemplo, e fixaram as fronteiras entre o que é ortodoxo e o que é heresia, cada um deles em sua própria tradição. Eles também desenvolveram afirmações de crença e confessionais que sumarizam e desenvolvem a compreensão de cada um do ensinamento bíblico.